# NGC 2909
NGC 2909 је двојна звезда у сазвежђу Велики медвед која се налази на NGC листи објеката дубоког неба.
Деклинација објекта је + 65° 56' 28" а ректасцензија 9h 36m 59,8s. Привидна величина (магнитуда) објекта NGC 2909 износи 13,3.